# گلی (چاراویماق)
گلی روستایی در دهستان چاراویماق جنوب غربی بخش مرکزی شهرستان چاراویماق استان آذربایجان شرقی ایران است. بر پایه سرشماری عمومی نفوس و مسکن در سال ۱۳۹۷ جمعیت این روستا۴۵۶ نفر (در ۷۳ خانوار) بوده‌است.